# Bruno Bessadi
 (décembre 2018).
Bruno Bessadi est un auteur de bande dessinée français, né le 9 avril 1974 à Marseille. Il est également président du Zarmatelier, atelier de bande dessinée et associations d'auteurs basée sur Marseille.

## Biographie
Bruno Bessadi publie ses premières planches sous forme de strip « Instincts de famille » dans le magazine Golem en 1997.
Sous les conseils de Vincent Trannoy[Qui ?], il envoie ses planches à Jean-David Morvan. Celui-ci lui propose plusieurs projets. En 1999, Mourad Boudjellal, l'éditeur de Soleil, voit ses planches et, trois mois plus tard, il lui fait signer un contrat pour Zorn et Dirna, dont le tome 1 co-dessiné avec Vincent Trannoy sort en 2001, le sixième et dernier tome, quant à lui, sort en 2012.
En 2004, Bessadi contribue au tome 1 des Chroniques de Sillage, parues aux éditions Delcourt. La même année, il réalise une histoire courte dans l'univers de Tellos créé Par Mike Wieringo et Todd Dezago. Scénarisée par Todd Dezago et Teryy Stillborn, cette histoire courte est éditée par les éditions Semic et dans le Tales of tellos 3 par Image Comics.
En 2008, il réalise des modelsheet[Quoi ?] pour le long métrage d'animation : Prodigy : la nuit des enfants rois'.
Publie en octobre 2011, l'adaptation de Boucles d'or et les Trois Ours dans la collection Pouss' de Bamboo, chez Bamboo, ainsi qu'un sketchbook aux éditions Snorgleux.
Depuis 2013, il dessine, sur le scénario d'Hérik Hanna et les éditions Delcourt, la série Bad Ass, au style et au format très inspirés des comics de super héros. Le tome 3 sorti en février 2015 et la série est prévue en 4 tomes.
La série Bad Ass est publiée aux États-Unis aux Éditions Dynamite en 2014.

## Œuvres
- 2001 : Zorn et Dirna T.1 – Ed. Soleil
- 2003 : Zorn et Dirna T.2 - Ed. Soleil
- 2003 : Tellos #7 – Ed. Semic
- 2004 : Les Chroniques de Sillage T.1 – Ed. Delcourt
- 2004 : Tales of Tellos #2 – Image Comics
- 2005 : Zorn et Dirna T.3 - Ed. Soleil
- 2007 : Zorn et Dirna T.4 - Ed. Soleil
- 2008 : Zorn et Dirna T.5 - Ed. Soleil
- 2008 : Pirates des Mille et Une Lunes T.1 – Ed. Soleil
- 2011 : Boucle d’Or – Col. Pouss’ 2 Bamboo – Ed. Bamboo
- 2011 : Sketchbook/Carnet d'auteurs - Ed. Snorgleux
- 2012 : Zorn et Dirna T.6 - Ed. Soleil
- 2012 : Bad Ass T.1 - Ed. Delcourt
- 2013 : Bad Ass T.2 - Ed. Delcourt
- 2014 : Bad Ass T.1 - Ed. Dynamite (USA)
- 2015 : Bad Ass T.3 - Ed. Delcourt
- 2016 : Bad Ass T.4 - Ed. Delcourt
- 2022: L'Ogre Lion T.1 - Ed. Drakoo
- 2023: L'Ogre Lion T.2 - Ed. Drakoo